# Artieda del Nuevo Reino de Navarra
Artieda del Nuevo Reino de Navarra fue una antigua ciudad de la provincia colonial de Costa Rica, en territorios hoy pertenecientes a la República de Panamá. Fue fundada el 8 de diciembre de 1577 por el gobernador Diego de Artieda Chirino y Uclés, y en su acta de fundación, que se conserva en el Archivo General de Indias en Sevilla y autorizó el escribano Juan González Delgado, firmaron como testigos el vicario fray Diego de Molina y otras personas. Poco después de fundada la ciudad e instalado su primer cabildo, Artieda Chirnos partió con destino a Nicaragua, para enviar desde allí más gente y víveres a la población. Esta quedó a cargo de su teniente Francisco Pavón. 
La ciudad se encontraba ubicada dos leguas y media aguas arriba de la desembocadura del río del Guaymí, al que Artieda Chirinos dio el nombre de río de Nuestra Señora de la O y que es hoy denominado río Cricamola, en la costa caribeña de Panamá, en la margen sur de la laguna de Chiriquí o Aburemá. A nueve leguas de ella se hallaba el valle de Guaymí, al que se atribuía gran riqueza aurífera. Pavón exploró el valle, donde encontró algunos palenques de indígenas y plantaciones de maíz y pejibayes, y tomó posesión de él el 5 de marzo de 1578. Sin embargo, Artieda Chirino nunca pudo enviar la ayuda y los refuerzos que había tenido intención de remitir desde Nicaragua, y esto marcó el fin de la ciudad. Las inclemencias del clima tropical, húmedo y lluvioso, la escasez de víveres y la ausencia de resultados en la búsqueda de oro hicieron que sus pobladores la abandonasen y se dispersasen a fines de 1578.